# Monument der Kaiser Yan und Huang

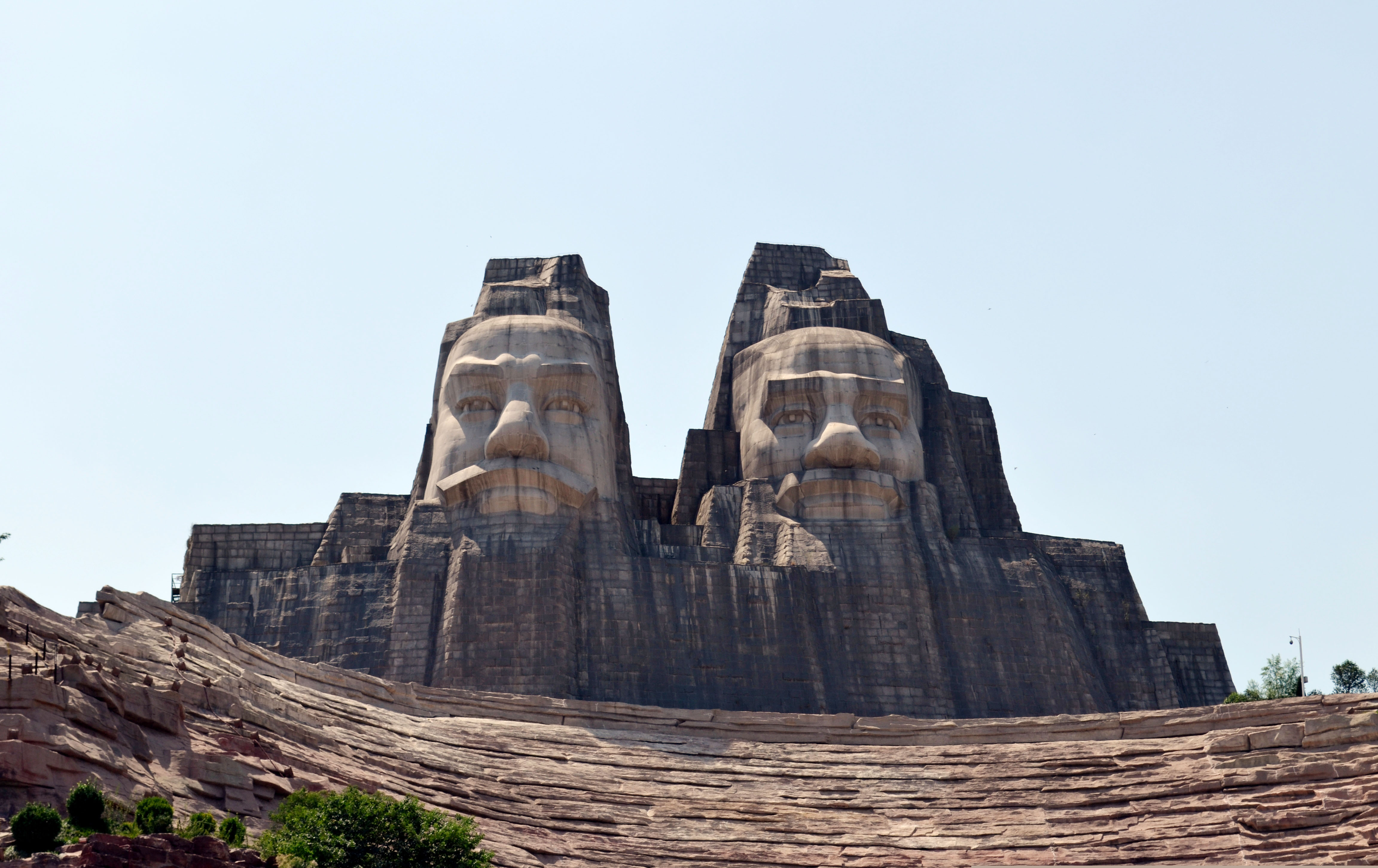
Monument der Kaiser Yan und Huang

Das Monument der Kaiser Yan und Huang am Rand der chinesischen Provinzhauptstadt Zhengzhou hat eine Höhe von etwa 106 Metern und gehört damit zu den größten Skulpturen überhaupt. Es überragt beispielsweise die New Yorker Freiheitsstatue um rund 13 Meter. Die Doppelbüste zeigt die Köpfe von Yandi und Huangdi, zwei der frühesten Kaiser Chinas. Die Köpfe selbst sind nur grob in den Fels gehauen, die Gesichter feiner herausgearbeitet. Nach etwa 20 Jahren Bauzeit wurde das Monument 2007 fertiggestellt.